# Hans Haunstein

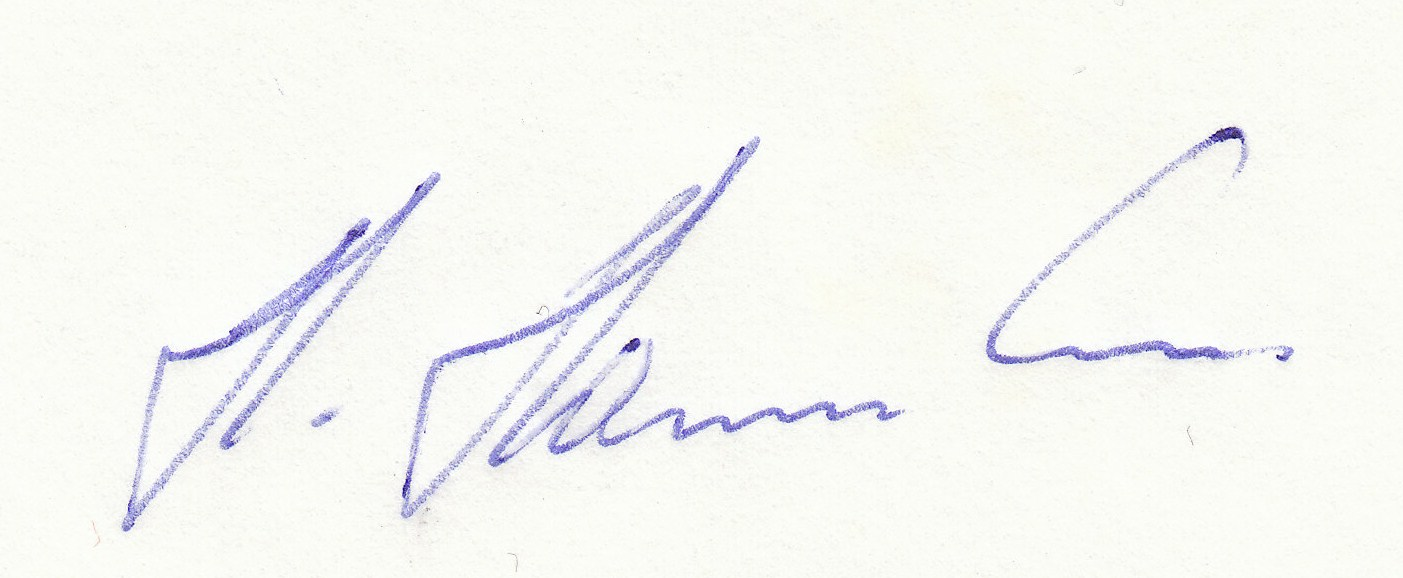
Autogramm von Hans Haunstein aus der Saison 1978/79

Hans Haunstein (* 7. August 1950 in Wien; † 25. März 2000 in München) war trotz seines Geburtsortes ein deutscher Fußballspieler.

## Biografie
Aus der KSC-Jugend entwachsen spielte Hans Haunstein ab der Runde 1969/70 in der Ligaelf der Wildpark-Mannschaft in der Regionalliga Süd. Von 1969 bis 1974 absolvierte er für die Badener 149 Ligaspiele und erzielte dabei 39 Tore. In den Jahren 1970, 1971 und 1973 unternahm er nach dem Gewinn der jeweiligen Vizemeisterschaft mit seinen Mannschaftskameraden drei vergebliche Anläufe in den Aufstiegsrunden – insgesamt 18 Spiele mit zwei Toren – zur Rückkehr in die Fußball-Bundesliga. Dies gelang Haunstein aber im ersten Jahr der neuen 2. Bundesliga, 1974/75, als der KSC im Süden mit Trainer Carl-Heinz Rühl den Meisterschaftsgewinn und damit auch den Aufstieg in die Bundesliga realisieren konnte. Haunstein absolvierte in dieser Runde 26 Spiele und erzielte fünf Tore. 1975 wechselte er zum TSV 1860 München, mit dem er zweimal in die Bundesliga aufstieg und einmal abstieg.
Haunsteins bevorzugte Position befand sich im Mittelfeld. Doch weil sein Trainer bei 1860 München, Heinz Lucas, ein Stürmerproblem hatte, beorderte er Haunstein zeitweise auf die Position des Mittelstürmers. Hier agierte Haunstein häufig glücklos und war so etwas wie der tragische Anti-Held der 1860-Fans, die ihren Unmut gelegentlich durch „Haunstein raus!“-Rufe zum Ausdruck brachten, obwohl es nie in seiner Hand gelegen hat.
Im Heimspiel gegen den SV Röchling Völklingen am 14. April 1977 ging er richtig zur Sache, es gelang ihm bereits in der ersten Viertelstunde ein lupenreiner Hattrick, mit dem er den jederzeit ungefährdeten 6:0-Sieg seiner Mannschaft einleitete. Doch in den übrigen 30 Punktspielen, an denen er beteiligt war, gelangen ihm lediglich fünf Tore. Ein wichtiges Tor dagegen erzielte er im zweiten Aufstiegsspiel derselben Saison (1976/77) gegen Arminia Bielefeld, als ihm in der 25. Spielminute das wichtige 2:0 bereits zwei Minuten nach dem 1:0 gelang, so dass die Löwen nach 90 Minuten das 0:4-Hinspieldebakel tatsächlich noch egalisieren und ein drittes Spiel (2:0) im Frankfurter Waldstadion erzwingen konnten.
In seinen insgesamt vier Jahren bei den Münchner Löwen kam Haunstein 125 Mal zum Einsatz und erzielte 25 Tore (in der Bundesliga-Saison 1977/78 kam er zu 30 Einsätzen und 4 Toren, in der alten Zweiten Bundesliga Süd zu 95 Einsätzen und 21 Toren). In seiner letzten Saison 1978/79 erzielte er noch 4 Tore, bei 28 Einsätzen. 1979 wurde Haunstein an den VfB Gaggenau abgegeben.
Nach seiner aktiven Zeit kehrte Haunstein in den Münchner Raum zurück und betrieb zwei Schreibwarenläden in Harlaching. Im März 2000 starb Hans Haunstein im Alter von nur 49 Jahren.